# 默斯肯漩涡
67°47′N 12°50′E / 67.783°N 12.833°E

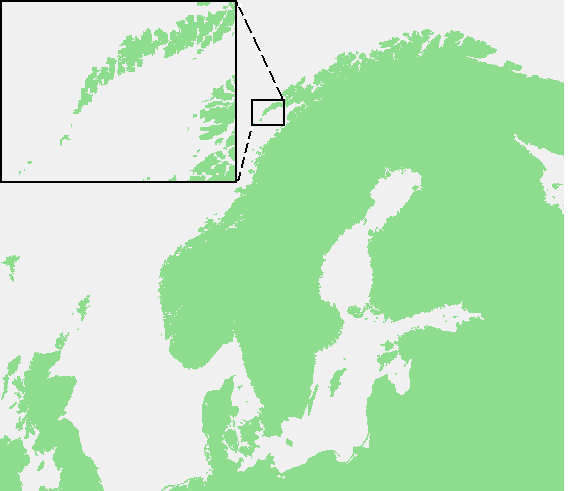
默斯肯漩涡的位置。

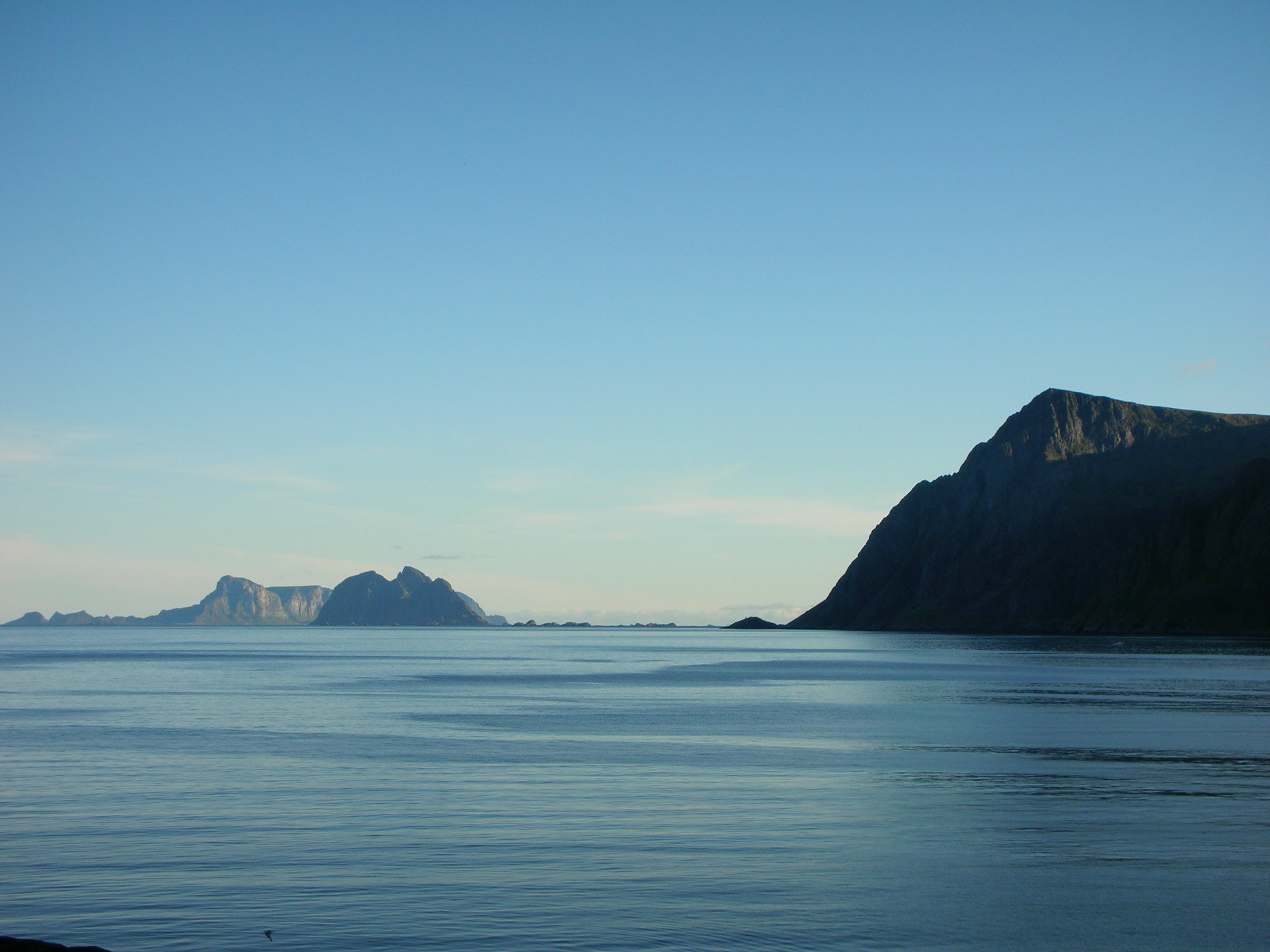
默斯肯漩涡。

默斯肯漩涡（英语Moskstraumen或Moskenstraumen）是世界最强的潮汐Eddy和涡流系统之一，它形成于挪威海上的挪威罗弗敦群岛。它位于莫斯克内斯岛（莫斯克內斯市）的罗弗敦点（挪威語：Lofotodden）和韦岛之间的小岛莫斯肯岛。默斯肯漩涡不同寻常之处在于，它发生在开放海面上，而大多数其它漩涡都出现在狭窄的海峡或河流中。 这源于几个因素的结合，首先是强大的半日潮汐和海床的特殊形状——在莫斯克内斯岛和韦岛之间有一个浅海脊，可以放大并旋转潮流。
默斯肯漩涡已被记载于许多历史记录中，但通常被夸大了。它也被俗称为大漩涡（maelstrom）——一个表示强大漩涡的北欧词汇，它起源于荷兰语malen（磨碎）和stroom（流动）的结合。这个词汇由爱伦·坡于1841年通过他的短篇小说《莫斯可漩涡沉溺记》引入英语。爱伦·坡为漩涡提供了新的名称：“我们挪威人把它叫做莫斯可大漩涡，位于莫斯可岛的中途。“

## 概况
默斯肯漩涡位于莫斯克内斯岛（莫斯克內斯市）的罗弗敦点和韦岛之间的小岛默斯肯岛。强大的潮流流过这些岛屿与大西洋及深深的韦斯特峡湾之间的浅水区，创造了Eddy和涡流，最大的一个直径大约40—50（130—160英尺），引起的水面涟漪可高达1（3英尺3英寸）。
水流大约8（5.0英里）宽，吸入了各种各样的微生物，并因此吸引了鱼类和渔船，但即使是在现代也很危险。潮流大约在七月至八月达到最强。从飞机上或附近莫斯克内斯岛的罗弗敦山（海拔601米）上可以清楚地看到它们。有定期的旅游船在莫斯克内斯岛与韦岛间往返。

## 原理
默斯肯漩涡的形成是数个因素结合的产物，包括潮汐、当地强有力的风，罗弗敦的位置和水下地貌。不像其它著名大漩涡，例如萨尔特流、阿贝漩涡、鸣门漩涡、老母猪漩涡或斯库卡姆查克峡湾，它位于开放海面上，而不是在海峡中。罗弗敦的半日潮的幅度约为4（13英尺），即每天涨落两次；这些半日潮是默斯肯大漩涡形成的主要原因。潮汐是由北部的挪威海海流和风暴引发的，速度可达11至20每小時（6.8至12.4英里每小時）或更高。这种水流出现在大约500（1,600英尺）深处。然后它碰到一道大约只有20（66英尺）深的海脊（其他来源认为是40～60米）。该海脊位于莫斯克内斯岛、默斯肯岛和韦岛组成的岛链上，它导致了海流上升及岛屿边缘的旋涡。

## 相关文学作品

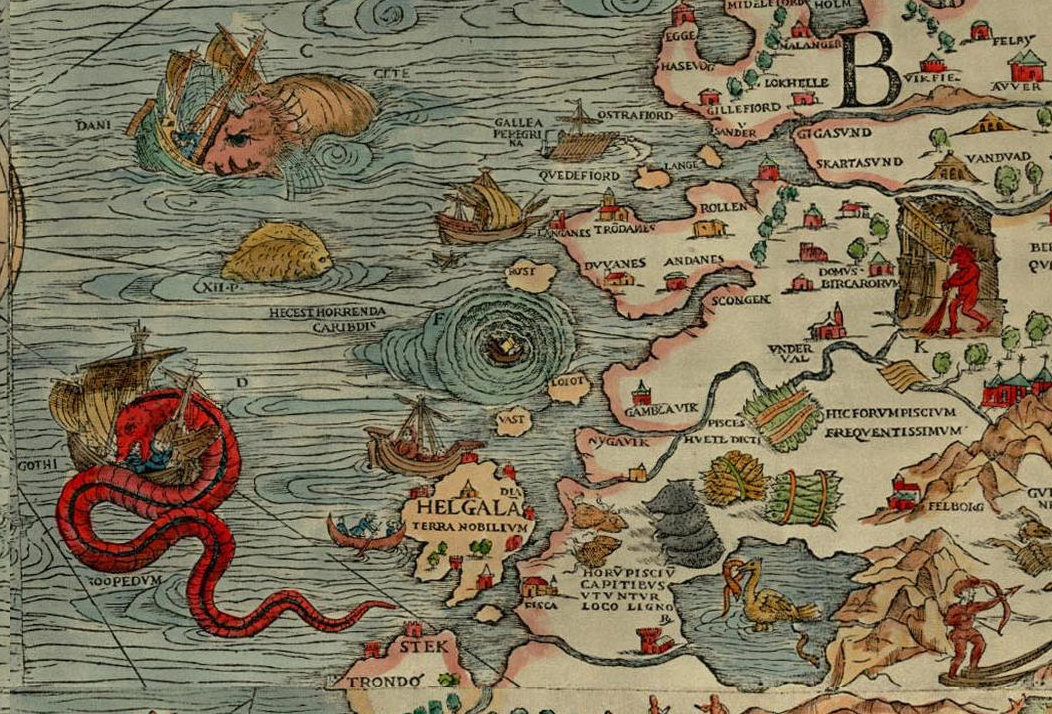
挪威的大漩涡，奥洛斯·马格努斯1539年为《卡尔塔码头》所作的插图。

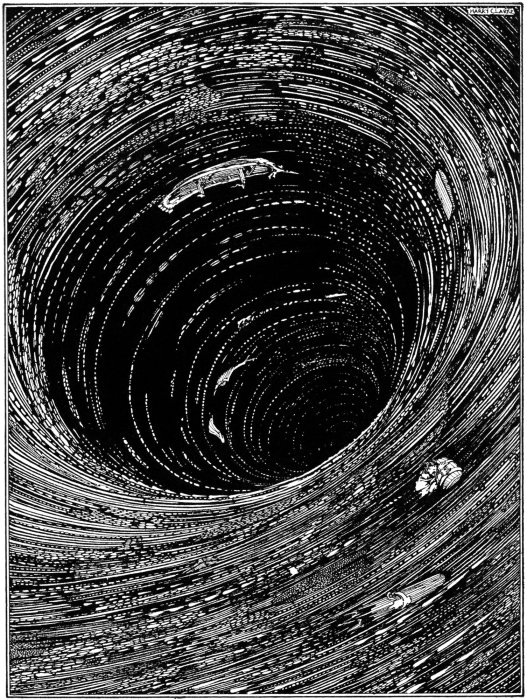
爱伦·坡小说《莫斯可漩涡沉溺记》插图，作者哈利·克拉克（1889-1931），1919年出版。

13世纪，古诺尔斯语诗歌埃达即描述了默斯肯漩涡，并吸引了许多画家和作家，包括爱伦·坡、沃尔特·默尔斯和儒勒·凡尔纳。1539年，瑞典主教奥洛斯·马格努斯在他关于北欧国家的详细报告《卡尔塔码头》中，介绍了默斯肯漩涡，并标在了地图上。他把该旋涡归结于神力，并提到它比先前已知的西西里漩涡卡律布狄斯更强大。当时其他大部分作家都相信，默斯肯漩涡在海洋循环中发挥了重要作用，但是只给出了大量的故事，而疏于科学观察，严重高估了该旋涡的大小和力量。默斯肯大漩涡也被直接简称为大漩涡，它给了爱伦·坡的短篇小说《莫斯可漩涡沉溺记》（1841）以灵感。该小说将maelstrom一词引入了英语，意为强大的漩涡。默斯肯漩涡还出现在儒勒·凡尔纳的《海底两万里》，并在赫尔曼·梅尔维尔的《白鲸记》中被亚哈船长提到。那些作家对于默斯肯漩涡的信息来源可能是1715年由乔纳斯·丹尼尔森·拉姆斯虚构的一个关于默斯肯漩涡的说明，该说明曾被翻译成英语并被部分写入1823年版的《大英百科全书》。爱伦·坡在他的小说中引用了乔纳斯·拉姆斯和《大英百科全书》。在刘慈欣的小说《三体III：死神永生》中，一些角色也因云天明童话中的暗示被引导到了默斯肯漩涡。
最早对默斯肯漩涡的科学描述之一是，挪威牧师和诗人皮特·达斯发表的诗歌《努尔兰的喇叭》，其中包含了一个诗歌形式的关于挪威北部的地形描述。在诗中，他清楚地将漩涡与潮汐关联起来，他指出漩涡在满月和新月时最强，在半月时最弱。他还指出，莫斯克内斯岛的巨大峡湾必须在6小时内被充满并排空，因此其中的水流可以创造强大的潮汐。但是，达斯的小说并没有被翻译成英文，因此并不为整个欧洲所知。A. Schelderup在一篇文章中进一步提到了默斯肯漩涡与潮汐的关系，该文可能写于18世纪50年代，并发表于1824年。